# 王鹤润
王鹤润（1994年10月8日—），出生于辽宁沈阳，就读于中国传媒大学文艺编导专业，中国内地女演员。2014年7月，王鹤润领衔主演音乐剧《周末要毕业》沈阳站的演出。 2016年4月，凭借校园青春片《谁的青春不迷茫》被观众熟知。

## 早年经历
- 王鹤润5岁的时候画了一幅画，刚巧其画画的想象力被导演选中出演电视剧《儿童简笔画》，导演甚至把以男孩为主的戏，改成了以小鹤润为主角，还把剧中人物的名字直接改成了当时小鹤润的乳名。6岁参与全国首个少儿脱口秀节目《逗秀场》。此外，王鹤润还与李咏一起演过小品，跟鞠萍、董浩一起主持过节目。
- 从高二开始，王鹤润希望能考播音主持专业，传媒大学来提招，她报了播音主持和编导两个专业。后来，两个专业考试都通过了，在家里人的建议下选择了编导专业。
- 2013年，王鹤润以文科艺术类第一名的优异成绩考入中国传媒大学，因其性格阳光开朗，灵动喜感，同时又爱思考爱看书，秀外慧中，迅速在中传走红，成为中传校花，并被称为“氧气女神”。

## 演艺经历
- 2014年6月，王鹤润跟随音乐剧《周末要毕业》剧组应邀赴辽宁进行巡演，获得颇高人气。
- 2016年4月，在校园青春片《谁的青春不迷茫》中饰演女二号陆田甜，为了配合剧情需要，王鹤润要笑着接受剃头，剃头勇气让观众为之动容。
- 2017年2月，主演蒋家骏执导的古装悬疑偶像剧《艳骨》，她在剧中饰演大楚太子储妃静姝。

## 影视作品

### 音乐剧
| 首播年份  | 地区   | 剧名           | 角色 |
| 2014年7月 | 沈阳站 | 《周末要毕业》 | 南芳 |

### 电影
| 首映日期      | 片名                 | 角色   | 合作演员       |
| 2016年4月22日 | 《谁的青春不迷茫》   | 陆田甜 | 白敬亭、郭姝彤 |
| 2020年1月10日 | 《当我谢醒来时》     | 夏漫   |                |
| 2020年2月8日  | 《紫禁城里的小食光》 | 许敏慧 |                |

### 电视剧
| 首播年度 | 剧名                         | 角色          | 备注       |
| 2017年   | 《艳骨》                     | 师静姝        | 网络剧     |
| 2018年   | 《一路繁花相送》             | 少年辛辰      |            |
| 2018年   | 《扶摇》                     | 佛莲          |            |
| 2018年   | 《如懿传》                   | 恆媞公主      |            |
| 2018年   | 《凉生，我们可不可以不忧伤》 | 金陵          |            |
| 2018年   | 《知否知否应是绿肥红瘦》     | 盛华兰        |            |
| 2019年   | 《长安十二时辰》             | 闻染          |            |
| 2019年   | 《金枝玉叶》                 | 昭华公主      | 网络剧     |
| 2020年   | 《平凡的榮耀》               | 李詩妍        |            |
| 2020年   | 《潜梦追凶》                 | 陈思          | 网络剧     |
| 2021年   | 《婆婆的镯子》               | 查晓萌        |            |
| 2021年   | 《刘墉追案》                 | 秋梦南        |            |
| 2021年   | 《我的砍价女王》             | 付雙雙        |            |
| 2021年   | 《一念时光》                 | 时小念        |            |
| 2022年   | 《眼里余光都是你》           | 姜黎黎/毕晓然 | 网络剧     |
| 2022年   | 《玫瑰之战》                 | 葉勤勤        |            |
| 2023年   | 《步云衢》                   | 金玉蓉        |            |
| 2023年   | 《欢颜》                     | 火車女人      | 网络剧     |
| 2023年   | 《蓮花樓》                   | 角麗譙        |            |
| 2023年   | 《甜蜜的你》                 | 田甜          |            |
| 2024年   | 《南来北往》                 | 丽丽          |            |
| 2024年   | 《哈尔滨一九四四》           | 谢月          |            |
| 2025年   | 《护宝寻踪》                 | 雒青          |            |
| 2025年   | 《完美的救赎》               | 赵倩          | 网络剧     |
| 待播     | 《血盟千年》                 | 馬希貞        | 2019年拍摄 |
| 待播     | 《平凡英雄》                 |               |            |
| 待播     | 《足迹》                     |               |            |
| 待播     | 《佳偶天成》                 |               |            |

### 综艺节目
| 播出年份 | 日期     | 综艺名         | 备注                                                               |
| 2016年   | 4月23日  | 《快乐大本营》 | 在节目里搞笑模仿岳云鹏的《五环之歌》时摘掉假发，一展自己的光头形象 |
| 2019年   | 11月8日- | 《演技派》     | 学员                                                               |

### 杂志拍摄
| 年份   | 名称           | 月期  | 备注 |
| 2018年 | 我们的街拍时刻 | 358期 |      |

## 獲獎
| 年份   | 頒獎典禮            | 獎項         |
| ------ | ------------------- | ------------ |
| 2024年 | 2024 爱奇艺尖叫之夜 | 年度十佳演员 |